# 米村でんじろう
米村 でんじろう（よねむら でんじろう、1955年〈昭和30年〉2月15日 - ）は、日本のサイエンスプロデューサー。別名、米村 傳治郎、米村 伝治郎（読み同じ）。サイエンスショーの企画、演出、書籍の監修、テレビ番組の出演や監修、実験装置の開発などを手がける。元都立高校の物理教師。

## 来歴

### 生い立ち
千葉県市原郡加茂村（現：市原市）に、4人兄弟の末っ子として生まれる。家は兼業農家であった。
1973年、千葉県立市原高等学校を卒業する。高校3年生の時に、父親が職場の工場で事故死したこともあって、授業料の安い国立大学を志望して受験したが、失敗した。浪人生活2年目、母親が見かねて「働いてみたらどうか」と勧め、6月から8月まで工場で40代から50代の労働者たちにまざって働いた。また9月から予備校に通うが、講義についていけずにやめた。3年目、母親に頼るのがつらくなり、新聞奨学生の募集を見て、面接を受けたが断られたこともあった。牛乳配達のアルバイトをしながら、3年目の宅浪をつづけ、1976年に東京学芸大学理科B類(物理)に合格、入学した。しかし、大学の講義でもしばしば単位を落とした。所属した研究室で当時は目新しかったパソコン用の理科教育ソフト作成を行い、この時、指導教官から賞賛をうけた。でんじろうは、「先生から褒められたのは人生で初めて。段階を踏んでやればできると自信がうまれた」と回想している。
「社会に出て働きたくない」という理由で、東京学芸大学大学院(理科教育専攻)に進学した。大学院で知り合った女性と卒業後の1982年に結婚し、米村姓を名乗る。卒業後は研究職につくことを希望し、他大学の博士課程や公務員試験を受けたが落ちたため、研究生として東京学芸大学に残る道を選んだ。教授の紹介で、自由学園の講師を務める。自由学園では、「教科書にとらわれず、思い通りに授業してもらって結構です」とアドバイスを受け、林で拾った木の枝からつくった炭とアルミ缶を使った「木炭電池」(後述)を生徒に披露するなど、実験重視の授業に取り組んだ。

### 都立高校教師時代
自由学園で教師の面白さを知り、1984年に東京都教員採用試験を受け合格した。1985年度(昭和60年度)より、東京都立稲城高等学校に理科教師(物理)として赴任した。
稲城高校は、でんじろうによると「生徒は落ちこぼれ。授業中に漫画を読んだり、黒板に向かっている間に数人が教室を抜けたりして、とても授業にならなかった」という状況であった。また「高校進学の時期になると『あの学校は無くなってしまうらしい』という噂が中学生の間に流れるような状況であった」としている。このとき、生徒が理科に関心を持てるように、「百人おどし」(後述)の実験をしたり、野外観察に生徒たちを連れ出して、野草や木の実をビーカーで茹でて食べられるかどうかを、生徒たちが自主的に調べるように仕向けたりした授業を行った。このころ、Mr.マリックがテレビで脚光を浴びた時期であり、生徒がでんじろうに「超能力はあるのか？」と質問してくることもあった。これをヒントに授業で超能力を取り上げ、超能力について生徒に考えさせる授業方法の模索も行った。
この時期、東京学芸大学大学院の先輩で、当時、国際基督教大学高等学校で物理教師をしていた滝川洋二も、学校教育での「理科離れ」の状況に危機感を持っていた。滝川は理科離れを食い止めるためには実験による授業が重要であると考え、1986年1月に「物理教育実践検討サークル」を立ち上げた。後にサークルは「ガリレオ工房」と改称することになる。このサークルに、滝川は大学院時代の後輩であるでんじろうを誘った。滝川によると、でんじろうはガリレオ工房の定例会に毎回新しく開発した実験を持ち込み披露していた。一時期は毎月1時間程度のでんじろう講座が続くような情況であったという。
1993年4月より東京都立小金井北高等学校に赴任した。でんじろうの回顧によると「(小金井北高校は)進学校で、実験授業は大学受験の役に立たず生徒やその父母から評判が良くなかった」という。また教頭に呼び出され「君が教師になったのは間違いだ」と言われたこともあった。
このころから、でんじろうはNHK教育テレビの番組製作を手伝うようになった。「やってみようなんでも実験」では自ら出演して実験を披露するようにもなった。また、展示内容のリニューアルを計画していた科学技術館より、サイエンスショーエリアのプロデュースが依頼された。

### サイエンスプロデューサー
1996年3月に都立高校教師を辞し、サイエンスプロデューサーとして独立する。同年5月にでんじろうを追ったドキュメンタリー番組「おれは日本のガリレオだ！？」がNHKで放映されると、各地の学校や科学館からの講演依頼がでんじろうのもとに殺到した。でんじろうは「最初のころは講演依頼に従って話をしていたが、講演だけでは時間がもたないため実験を取り入れ、次第に実験の比重が多くなり、アシスタントや実験装置が徐々に増え、実験の間に話を混ぜていくサイエンスライブショーの構成ができあがっていった」と述べている。
でんじろうは科学技術館の「ワークス」でサイエンスショーの実演をする一方で、地方から依頼のあったサイエンスライブショーの公演を行うようになった。1998年、科学技術館ででんじろうの実験助手を務めていたチャーリー西村などと共に、「米村でんじろうサイエンスプロダクション」を立ち上げた。2004年より、岩手大学で任期付き客員教授を務めた。2005年、愛知万博では、長久手会場日本広場内にて「日本館わくわくエネルギー教室」を監修し、自ら出演して実演実験を行った。2006年4月20日には、科学技術館を視察に訪れた内閣総理大臣小泉純一郎が、遠足で訪れていた厚木市立厚木第二小学校の小学5年生の28人と一緒にでんじろうの実験ショーに参加した。2007年9月には、NHKの番組撮影と国際協力機構(JICA)のサポートで、ケニアの中学校、孤児院などで科学実験の授業を行った。
2008年にチャーリー西村が一部独立、2019年には市岡元気が完全独立したが、その後もアシスタントとして杉木優子、ジャイアン村上、海老谷浩などのキャスティングでサイエンスライブショーを各地で実施している。

## 人物

### サイエンスプロデューサーとして
サイエンスプロデューサーという肩書きは、でんじろう自身の造語で、都立高校教諭を辞めるときに、科学番組の企画や教材作成など裏方の仕事を意図してつくった言葉である。期せずして人前に出る仕事が多くなったが、「人前で話をするのは向いていない」と考えている。
都立高校教諭という安定した仕事を辞めてサイエンスプロデューサーを選んだ理由として、「学校という枠を離れて、教育とか生徒とか、あるいは社会とかというものを考えてみたかった」と語っている。同じようにテレビに出演して科学実験の実演を行っていた滝川洋二は自身について「目標はあくまで理科教育」と語るのに対し、「教育という視点を外してから、すごく楽になった。子供たちが、もっと驚き、もっと笑うステージにしたい。ドリフターズが理想」とも語っている。
またでんじろうは「科学は、最先端なものとか役に立つとかどうかという視点だけではなく、（古い原理のものでも）楽しんで喜んでもらえるものとして伝えていきたい」「音楽が『音を楽しむ』と書くように、科学も科学を楽しむ『科楽』として、一般の人にどう表現して、伝えられるのか追求していきたい」と述べている。

### 実験工作好き
小さなころから、ラジオの分解、電磁石作り、自作の望遠鏡などに夢中になっていた。4人兄弟の末っ子であったが、他の兄弟と年齢が離れていたこともあって一人で遊ぶことが多かったと回想している。中学生時代には、化学部に所属し、自作の火縄銃作りに没頭した。山中で発射実験をしたが、この時、火薬の詰めすぎで銃筒が破裂し、左手に大怪我を負った。高校生時代には、廃物のオートバイの車輪を見つけて轆轤を自作し、これで壺や茶碗を作ったこともあった。
大学時代には、フォルクローレに感動し、竹をとってきて、自作のケーナづくりに没頭するようになった。さらには道具なしでも音が出せるか試行錯誤しハンドオカリナをマスターした。

### 釣り
釣りは「ほぼ唯一の趣味」とも語っている。でんじろうが生まれ育った加茂村には養老川の支流であった古敷谷川が流れており、自然豊かであった。そこで魚釣りをよくやっていた。竹筒で作った仕掛けでウナギをとったりしたこともあった。しかし、実家を離れて東京に移ると釣りからは疎遠となった。
教師を辞めてサイエンスプロデューサーになり、2001年ごろサイエンスショーのためたまたま訪れた場所で地元の人たちが釣りを楽しんでいるのを見かけて、再び釣りに目覚めた。船舶免許を取り、三浦港から一人で船を出して釣りに出たこともあった。その後、やはりサイエンスショーで訪問した北海道の川でヤマメや大型のウグイが釣れ、しかも北海道の川は漁業権を買わずに釣りができる川が多く、気軽に釣れる川釣りに興味が移った。また、旅先だけでなく、自宅近くの川でも釣りをするようになった。そしてフライ・フィッシングに強い関心をもつようになった。最初は秋川付近で釣りをしていたが、次第に上流の奥多摩地方の渓谷に一人で入るようになった。ザイルなども装備し、難度の高い沢登りをするような釣り場にまで行くようになったが、雲取山近くでツキノワグマに遭遇し、それ以後、ほどほどの場所で釣りを楽しむようになったと述べている。

## 米村が作った主な理科実験

### 木炭電池
木炭とアルミ箔(またはアルミ缶)、食塩水で作る金属空気電池の一種である。備長炭を用いたものを「備長炭電池」、脱臭剤などに使われている活性炭で作ったものを「活性炭電池」とも呼称する。でんじろうが自由学園で講師として物理の授業を受け持っていたときに考案したものである。自由学園の伝統である新入生が自分で使う机と椅子を自作するようすをみて、でんじろうが「これと同じ発想で、電磁気を学ぶなら電気を作るところからはじめよう」という考えが原点であった。
でんじろうは最初、ボルタ電池を試した。もっと強力な電池が作れないものかと調べ、高校の化学の教科書に空気電池の説明が数行あるのを見つけた。試行錯誤の上、アルミ箔の上に食塩水で湿らせた紙を置き、その上に脱臭剤の中から取り出した活性炭をばらまき、さらにその上にアルミ箔を重ねた「活性炭電池」を考えだした。この「活性炭電池」を上から適度な力を加えて押し付けると模型用モーターが回る程度の電力がとりだせる。
この活性炭電池を授業で披露し、「冷蔵庫にある脱臭剤から電池が作れラジオの電源としても使えるので、停電のときなど非常用の電池になる」という話をした。ところがある生徒から「ウチの冷蔵庫には脱臭剤がありません」という反応があった。そこで、でんじろうは活性炭の作り方を調べたところ、焚き火のときに炭火になった薪に水をかけて火を消した消し炭が活性炭になることに気がついた。
でんじろうは、焚き火で作った消し炭をアルミ缶に固く詰めた電池を作った。でんじろうはこれを「リサイクル電池」と名付けた。この電池は、1996年、「強力なリサイクル電池の発明」として科学技術庁長官賞を受賞した。

### 空気砲
比較的狭い開口部から急激に空気が押し出されるときにできるドーナツ状の渦輪を発生、観察するための装置である。でんじろうが空気砲をつくる以前は、たばこの煙を口から吐いて渦輪をつくるのが一般的な方法であった。でんじろうが都立高校教師時代に、アメリカへの視察でたまたま見かけたデモンストレーションからヒントを得た。日本に戻ってから、試行錯誤の末にミカン箱に線香の煙を入れる形が生まれた。最初のころは渦輪の英名である「ボルティックス・リング」や「エア・バズーカ」と呼んでいた。「しかし、それでは今ひとつ伝わらないと考え、流体力学の渦輪の観察に遊びの要素を加え、ドラえもんの秘密道具にあった『空気砲』と呼ぶようになった」と振り返っている。

### 百人おどし(静電気実験)
「百人おどし」、または「静電気実験」とも呼んでいる静電気を使った参加型の演示物理実験である。ライデン瓶(キャパシタ)の材料としてプラスチックコップ2つとアルミ箔を用意。プラスチックコップにそれぞれアルミ箔を巻きつけ、それを2つ重ねてライデン瓶をつくる。塩化ビニルパイプや風船などで起こした静電気を、プラスチックコップ2個にアルミ箔を巻きつけて作ったライデン瓶に蓄えて、被験者は手をつないで輪をつくり、ライデン瓶に触れると全員に静電気が流れる実験である。
都立稲城高校の教諭時代に、物理の授業にまるで無関心な生徒に対して、少しでも関心を持ってもらうため、この実験を始めた。生徒全員に手をつながせて実験をすると、授業を面白がるようになった。滝川洋二の解説によると「これはでんじろうが文献を調べ江戸時代に橋本宗吉がエレキテルを使って静電気実験が行われていたものを再発見し、現代にある材料で再現したもの」である。

### ペーパーブーメラン
でんじろうが都立高校教師時代に、職員室にあった厚紙でブーメランを作ってみたところ、投げたところによく戻ってくるので、授業に取り入れることにしたという。授業では、生徒たちにペーパーブーメランを投げるとどうなるか答えを予想させて、実験で答え合わせをする方法をとった。結果、多数の生徒は予想を外した。「してやったり」とでんじろうが思っていたところ、ある生徒が「先生、でも本当の答えはどうなんですか」と質問してきたこともあった。ペーパーブーメランを取り入れた授業についてでんじろうは「高校の物理では剛体の力学を学習していないので厳密な理解は難しいが、物理への動機付けの面では効果的である」としている。
ブーメランが「なぜ投げた位置に戻ってくるのか」について、さまざまな文献にあたったでんじろうは「正しく解説しているものは、少なくとも私が調べた範囲では一つもなかった」と書いている。この理由としてでんじろうは「誰も実際にブーメランを作って飛ばしたことが無いからだろう」と推測した。

### 溶けた鉛に指を入れる実験
溶けて液体となった鉛(融点：約330度)にジェル状のアルコールを塗った指を一瞬入れる実験。1993年に、でんじろうなどがガリレオ工房の例会で報告を行った。一瞬であれば指に熱が伝わることはない。「ライデンフロスト効果」と呼ばれるものであるが、理由は以下による。
- 融解熱に比べて気化熱は格段に大きく、液体が気化するときの気化熱に鉛の熱が使われ、指に熱が伝わらない[43]
- 気体が指と鉛の間にあると、熱伝導が少なく指に熱が伝わりにくい[43]

滝川洋二は「この実験を単体で行えば、ただのびっくり実験であるが、『温度と熱』の授業で他の実験(例えば圧気発火器など)も交えて、正しく取り入れれば(生徒の)内容理解に大きく貢献する」と解説している。滝川がこの実験を取り入れた授業では毎回クラスの半数程度は実際に挑戦した。さらに滝川は「実際に体験するのとしないのとでは、理解や学んだ内容への確信に雲泥の差がある」としている。

## 受賞
- 科学技術庁長官賞（1996年）
第1回科学技術体験活動アイデアコンテスト「強力なリサイクル電池の発明」
- 科学技術庁長官賞（1998年）
第1回科学技術普及啓発功績者

## 主な著作

### 論文・解説
- 米村 傳治郎「誤解されているブーメランの原理(物理教育)」『年会講演予稿集』第43巻第4号、一般社団法人日本物理学会、1988年3月31日、247頁、NAID 110009725780。
- 米村 伝治郎「ぶつり実験教室--ブーメランと物理楽」『数学セミナー』第31巻第6号、日本評論社、1992年6月、76-80頁、NAID 40004889877。
- 米村 伝治郎「そして誰もいなくなった(魅力ある物理教育を目指して,1992年（平成4年）春季,第39回応用物理学関係連合講演会物理教育シンポジウム報告)」『物理教育』第40巻第3号、日本物理教育学会、1992年9月5日、229頁、NAID 110007490190。
- 米村 伝治郎「ぶつり実験教室--レーウェンフックに挑戦」『数学セミナー』第32巻第2号、日本評論社、1993年2月、86-91頁、NAID 40004889984。
- 米村 伝治郎「ぶつり実験教室--焚火で作る「リサイクル電池」」『数学セミナー』第32巻第7号、日本評論社、1993年7月、69-73頁、NAID 40004890028。
- 米村 伝治郎「小学生にも作れる静電気GM管 : 矢野・米村式GM管」『物理教育学会年会物理教育研究大会予稿集』第10号、物理教育学会年会物理教育研究大会予稿集、1993年8月9日、34頁、NAID 110003335880。

### 単著
- 『きみにもできる手づくり電池』岩波書店、1997年。ISBN 978-4-00116318-6。
- 『米村でんじろうのイッキによめる! おもしろ科学 小学1年生』講談社、2011年。ISBN 978-4-06217099-4。
- 『米村でんじろうのイッキによめる! おもしろ科学 小学2年生』講談社、2011年。ISBN 978-4-06217100-7。
- 『米村でんじろうのイッキによめる! おもしろ科学 小学3年生』講談社、2011年。ISBN 978-4-06217176-2。

### 共著
- 後藤 道夫、毛利 綾、盛口 襄、米村 傳治郎 著、工学院大学 編『おもしろ理科実験集』工学院大学企画部、1996年。ISBN 4-88231008-2。
- 後藤 道夫、毛利 綾、盛口 襄、米村 傳治郎 著、工学院大学 広報部 編『おもしろ理科実験集〈2〉』シーエムシー、1996年。ISBN 4-88231038-4。
- 米村伝治郎、井上 雅代『つくろう湯船で竜巻―ふろ場の実験』ポプラ社〈ガリレオ工房のおもしろ実験クラブ〉、1999年。ISBN 978-4-591-05991-3。

### 監修
- 大沢 幸子『米村傳治郎のおもしろ科学館』オーム社、2002年。ISBN 978-4-27402478-8。
- 大沢 幸子『米村傳治郎のおもしろ科学ミュージアム』オーム社、2005年。ISBN 978-4-27420073-1。
- 『すごい!うちでもこんな実験ができるんだ!!』主婦と生活社、2006年。ISBN 4-391-13119-6。
- ジュリー・フェリス 編『こども大図鑑 : なんでも!いっぱい!』河出書房新社、2009年。ISBN 978-4-309615400。
- 『天才たちの発明・実験のおはなし』PHP研究所、2012年。ISBN 978-4-569782195。
- 『でんじろう先生の科学は爆発だ　おもしろ科学者大図鑑』幻冬舎、2019年。ISBN 978-4-344035027。

## 主な出演テレビ番組

### ドキュメンタリー
- NHK総合 「おれは日本のガリレオだ！？」 - 1996年5月6日

第38回科学技術映像祭科学技術長官賞受賞
- 毎日放送 「情熱大陸」[注釈 12] - 2004年8月29日
- NHK教育 「ETV特集：新“科楽”教育のススメ」 - 2005年4月9日
- NHK総合 「にんげんドキュメント『科学は“科楽”だ〜実験先生・米村でんじろう』」 - 2005年7月29日
- NHK教育 「実験名人　アフリカを行く〜米村でんじろうと子どもたち」 - 2007年11月2日[17]

### レギュラー番組
- NHK教育 「やってみようなんでも実験」 - 1995年4月から2001年1月
- 日本テレビ 「それ行けKinKi大冒険」 - 1996年4月から1996年9月
- 日本テレビ 「それ行けKinKi大放送」 - 1996年10月から1998年3月
- サイエンスチャンネル 「ようこそ！米ちゃんの工作ランド」（全13回）[注釈 13] - 2000年
- サイエンスチャンネル 「米ちゃんのよみがえれ地球〜アースプロジェクト21〜」（全13回） - 2001年
- サイエンスチャンネル 「米ちゃんのWhat is "IT"？」（全10回） - 2001年
- NHK教育 「大人が遊ぶサイエンス」（全8回） - 2002年4月から2002年6月
- フジテレビ 「森田一義アワー 笑っていいとも!」 - 2002年10月から2003年3月
- 中京テレビ 「でんじろう先生の日曜実験室 ラブラボ!」[注釈 14] - 2006年4月から2008年3月

特別表彰部門青少年向け番組部門最優秀賞受賞（平成18年、平成19年）
- 中京テレビ 「でんじろう先生のはぴエネ!」 - 2009年4月から現在放送中
- フジテレビ「でんじろうのTHE実験」 - 2019年2月から2021年2月[44][45]
- TBSテレビ「ラヴィット!」- 2022年から毎年自身の誕生日である2月15日に出演。

### テレビドラマ
- 火災調査官・紅蓮次郎10（2010年2月13日） - 本人役